# Sandra Barrilaro
Sandra Barrilaro (Bilbao, noviembre 1960) es una fotógrafa y activista por los derechos humanos. En su trayectoria profesional se ha especializado en Medio Oriente. En 2016 fue reconocida con el Premio Jerusalén por su activismo en defensa de Los Derechos Humanos del pueblo palestino.
Fue parte de la flotilla de trece mujeres que realizaron la travesía final a bordo del barco Zaytouna-Oliva de la Flotilla de la Libertad (Freedom Flotilla) en la campaña Mujeres a Gaza, en la que participaron mujeres de los cinco continentes entre las que se encontraban Ann Wright, Marama Davidson y la premio nobel de la Paz Mairead Maguire. El barco partió desde el puerto siciliano de Messina hacia la Franja de Gaza para romper el bloqueo que se lleva a cabo desde 2007.

## Trayectoria
Es autora del libro infantil Bajo las estrellas,con fotografías de tonos azulados y texto sencillo con reminiscencias poéticas.
Coautora, junto a la periodista Teresa Aranguren, Bichara Khader y Johnny Mansour, del libro Contra el olvido. Una memoria fotográfica de Palestina antes de la Nakba, 1889-1948. 
Edición inglesa Against Erasure. A Photographic Memory of Palestine before the Nakba. Ganador en los Palestine Book Awards 2024 en la categoría Creative Book. 
Como activista, participó en el VIII Congreso de Escritores de Ramallah en el año 2016. Es cofundadora de la plataforma de crowdfunding Namlebee que tiene una categoría específica para proyectos con Palestina. 
Asimismo cuenta con reportajes fotográficos de Palestina, Irak y Egipto, entre ellos Palestina, una mirada a la injusticia. 
Es autora y divulgadora en los medios sobre la situación de las mujeres palestinas, la situación de bloqueo y los bombardeos sobre la Franja de Gaza.